# Chōsokabe Motochika
Chōsokabe Motochika (長宗我部 元親, 1538-11 juillet 1599) est un daimyo de l'époque Sengoku. Vingt et unième chef du clan Chōsokabe (aujourd'hui dans la préfecture de Kōchi), il est le fils et l'héritier de Chōsokabe Kunichika ; sa mère est une fille du clan Saito de la province de Mino.
En 1575, Motochika est victorieux à la bataille de Watarigawa et prend le contrôle de la province de Tosa. Au cours de la décennie suivante, il étend son pouvoir sur toute l'île de Shikoku. Cependant, en 1585, Hashiba Hideyoshi (futur Toyotomi Hideyoshi) lance l'invasion de Shikoku avec une armée de 100 000 hommes, dirigée par Ukita Hideie, Kobayakawa Takakage, Kikkawa Motonaga, Toyotomi Hidenaga et Toyotomi Hidetsugu. Motochika cède et renonce aux provinces d'Awa, de Sanuki et d'Iyo. Hideyoshi lui permet de conserver la province de Tosa.
Sous Hideyoshi, Motochika et son fils Nobuchika participent à l'invasion de Kyūshū au cours de laquelle Nobuchika meurt. En 1590, Motochika mène une flotte au siège d'Odawara et combat également lors de la guerre Imjin en 1592.
Motochika meurt en 1599 à l'âge de 61 ans dans sa résidence de Fushimi-ku. Son successeur est Chōsokabe Morichika.

## Jeux vidéo
Chosokabe Motochika est aussi une figure emblématique de la série de Capcom Sengoku Basara, et est apparu dans plusieurs titres :
- Sengoku Basara 2
- Sengoku Basara 2: Heroes
- Sengoku Basara X
- Sengoku Basara: Battle Heroes
- Sengoku Basara: Samurai Heroes
- Sengoku Basara : Samurai Heroes utage

Il apparait également comme le premier daimyo du clan Chosokabe dans Total War: Shogun 2.